# Агентство короны
«Агентство короны» (англ. Crown Agency) — в 1833—1997 годах корпорация Великобритании, в ведении которой находилась сфера снабжения британских владений и стран — членов Содружества наций. Одно из направлений деятельности Агентства состояло в обеспечении этих территорий и государственных образований почтовыми марками. Позднее корпорация получила название «Агентство короны для заморских правительств и администраций» (Crown Agents for Oversea Governments and Administrations).

## Описание
«Агентство короны», помимо других направлений своей деятельности, занималось подготовкой и печатью почтовых марок, предназначенных для почтовых администраций в рамках существующих владений Великобритании и Содружества. Кроме того, Агентство отвечало за оптовую продажу этих марок. Поддерживаемая Агентством эмиссионная политика была весьма сдержанной.

## История
Становление «Агентства короны» происходило с 1833 года. Первоначально было создано общество «Генеральные колониальные агенты британской короны» (Joint Agents General for the Crown Colonies). В 1848 году оно выступило посредником или, скорее всего, инициатором производства в лондонской типографии «Перкинс Бэкон» первых марок для островов Тринидад и Маврикий. В дальнейшем это общество (позднее фирма) размещало в этой же типографии заказы на печать марок для Мыса Доброй Надежды, Западной Австралии, Цейлона, островов Святой Елены, Антигуа, Сент-Люсии и Багам.
Деятельность фирмы особо не пострадала от политических перемен, вызванных освободительной борьбой народов колоний и зависимых стран против английского господства. Фирма продолжала держать под своим контролем изготовление почтовых марок тех или иных стран на всех этапах производства и доставки готовой продукции.
С 1906 года фирма также осуществляет торговлю и распространение новых выпусков марок среди коллекционеров и филателистических дилеров. Однако «Агенты короны» никогда не определяли количество эмиссий для стран, сюжеты марок и способы печати.
Во второй половине XX века фирма превратилась в огромное разветвленное капиталистическое предприятие с филиалами во многих странах мира. Для популяризации и рекламы своей деятельности фирма производила разнообразную литературу, устраивала встречи филателистов и выставки марок.
«Агентство короны для заморских правительств и администраций» в 1997 году было упразднено и полностью приватизировано, а на его месте возникла частная компания Crown Agents for Oversea Governments and Administrations Ltd.

## Современность
В правовом поле некоторых стран бывшей Британской империи всё ещё существует категория агентств короны. В большинстве мест они были заменены на правительственные агентства, государственные предприятия и (в части государств Содружества наций) корпорации короны (Crown Corporations). В Канаде и Новой Зеландии существуют учреждения в системе государственного управления или частные предприятия, которые называются агентствами короны.

### Канада
В Канаде данный термин может относиться к любым правительственным учреждениям, созданным по статуту, которые не подчиняются правительственному министерству. Так, в Законе о муниципальной налоговой помощи провинции Онтарио 1990 года даётся следующее определение:

«Агентство короны» означает агентство короны в праве Онтарио, но не включает финансовую корпорацию компании Ontario Hydro [Ontario Hydro Financial Corporation]; (фр. «organisme de la Couronne» [«Агентство короны»]).
Оригинальный текст (англ.)
«Crown agency» means an agency of the Crown in right of Ontario, but does not include Ontario Hydro Financial Corporation; («organisme de la Couronne»).

## Галерея
|                                                                                    |  |  |
| Здание на Миллбанк, 4, в котором с 1916 по 1986 год располагалось Агентство короны |  |  |